# Amos Beebe Eaton

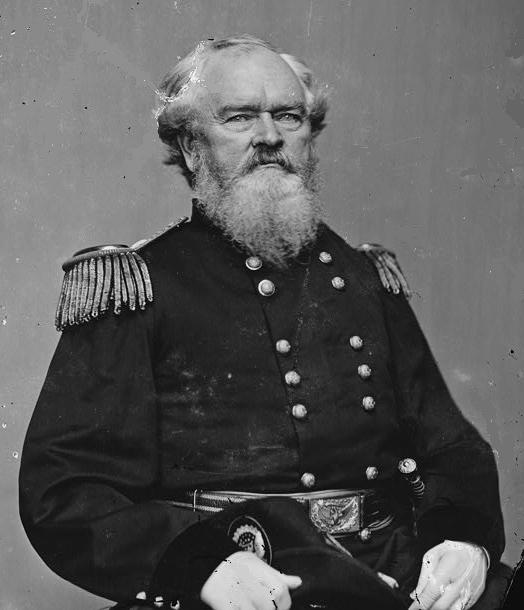
Amos B. Eaton

Amos Beebe Eaton (* 12. Mai 1806 in Catskill, New York; † 21. Februar 1877 in New Haven, Connecticut) war ein US-amerikanischer Brigadegeneral der US Army im Sezessionskrieg.

## Leben

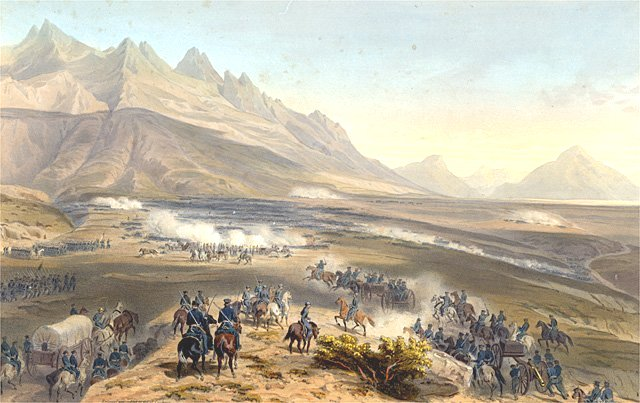
Die Schlacht von Buena Vista (1847)

Eaton, ein Sohn des bekannten Botanikers Amos Eaton, trat nach dem Schulbesuch in die US Military Academy in West Point ein und schloss diese 1826 ab. Nach einer anschließenden Verwendung als Leutnant im US Army Commissariat nahm er von 1835 bis 1842 am Zweiten Seminolenkrieg teil. Zu Beginn des Mexikanisch-Amerikanischen Krieges 1846 wurde er zum Chefkommissar für den Lebensunterhalt der Armeeeinheiten von General Zachary Taylor ernannt und nach der Schlacht von Buena Vista im Februar 1847 mit dem Brevet-Rang eines Majors ausgezeichnet.
Nach dem Ende des Mexikanisch-Amerikanischen Krieges kehrte er in das US Army Commissariat zurück und war dort 23 Jahre lang bis 1861 tätig. Zu Beginn des Sezessionskrieges wurde er 1861 als Oberstleutnant zum Kommissar für das Einkaufsdepot in New York berufen, ehe er 1864 zum Generalkommissar des Büros für den Lebensunterhalt in Washington, D.C. ernannt wurde. In der Folgezeit wurde er kurz nacheinander zum Oberst und im Juni 1864 zum Brigadegeneral befördert und erhielt schließlich zum Ende des Bürgerkrieges im März 1865 den Brevet-Rang eines Generalmajors. 1874 wurde er in den Ruhestand verabschiedet.
Sein Sohn Daniel Cady Eaton war wiederum ein anerkannter Botaniker und langjähriger Professor für Botanik an der Yale University. Seine Enkelin Elizabeth Selden Rogers war eine prominente Frauenrechtlerin.